# Судья Холден

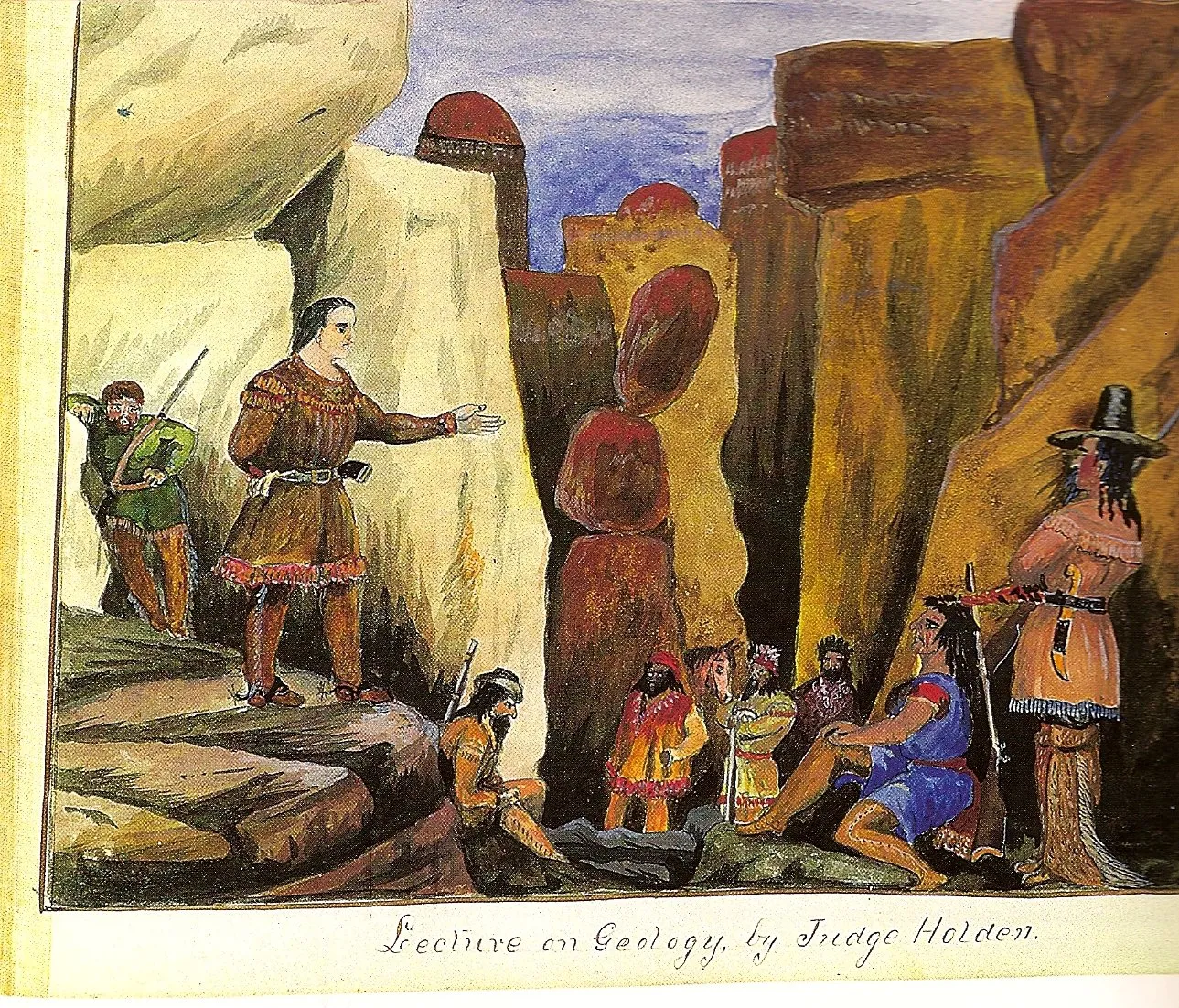
Иллюстрация Чемберлена. Холден зачитывает лекцию по геологии.

Судья Холден — персонаж романа Кормака Маккарти «Кровавый меридиан». Основан на личности, в середине XIX века сотрудничавшей с Джоном Джоэлом Глентоном в качестве профессионального охотника за скальпами в Мексике и на юго-западе США.

## Исторический прототип
Единственным источником информации о персонаже Холдена в «Кровавом меридиане» является «Моя исповедь: воспоминания разбойника» Сэмюэля Чемберлена, автобиографический рассказ о жизни Чемберлена в качестве солдата времён Американо-мексиканской войны. Чемберлен описал Холдена как самого безжалостного из бродячей банды наёмников во главе с Глэнтоном, с которым Чемберлен недолго путешествовал после войны: «[у него] было мясистое телосложение, тусклое лицо сального цвета, лишенное волос и всякого выражения»; «человек гигантских размеров»; «безусловно, самый образованный человек в северной Мексике»; «короче говоря, ещё один замечательный Крайтон, и при этом отъявленный трус».
Чемберлен сильно недолюбливал Холдена: «Я возненавидел его с первого взгляда, и он это знал», — писал Чемберлен. «И всё же ничто не могло быть более мягким и добрым, чем его поведение по отношению ко мне; он часто заговаривал со мной».

Тем не менее, он отмечал особую образованность и невероятное мастерство Холдена во многих сферах науки и боевом искусстве:
Холден был, безусловно, самым образованным человеком на севере Мексики; он разговаривал со всеми на их родном языке, владел несколькими индейскими наречиями, на фанданго брал арфу или гитару из рук музыкантов и очаровывал всех своим прекрасным исполнением, а на балу вальсировал лучше любой побланы. Он был «мастером на все руки» с ружьём или револьвером, отважным наездником, знакомым со всеми диковинными растениями и их ботаническими названиями, знатоком геологии и минералогии, короче говоря, ещё одним замечательным Крайтоном, но при этом отъявленным трусом.

Но он обладал достаточной храбростью, чтобы сражаться с индейцами, мексиканцами или кем угодно ещё, если у него было преимущество в силе, мастерстве и оружии. Но если бы бой был равным, он бы по возможности его избегал. Я возненавидел его с первого взгляда, и он это знал, но ничто не могло быть более мягким и добрым, чем его поведение по отношению ко мне; он часто заговаривал со мной и рассказывал о Массачусетсе, и, к моему удивлению, я обнаружил, что он знает о Бостоне больше, чем я.
Многими историками-любителями его «имя» (судьёй Холденом из Техаса он обозвал себя сам) считалось за псевдоним, ими же было предпринято множество попыток сопоставить и, возможно, идентифицировать реального судью Холдена. Среди популярных кандидатов — Чарльз Уилкинс Уэббер (образованный человек из того же региона, использовавшего псевдоним «Холден») и Джон Аллен Витч (геолог, возглавлявший отряд в том же регионе).

## В «Кровавом меридиане»
Вымышленный Холден — центральный персонаж романа Кормака Маккарти «Кровавый меридиан», написанного в 1985 году в жанре вестерн. В романе он и Глэнтон — лидеры банды кочующих преступников, которые грабят, насилуют, пытают и убивают на границе между Соединёнными Штатами и Мексикой. На протяжении всего романа Холден жестоко убивает десятки людей, в том числе детей. Поиск дополнительных доказательств существования Холдена стал хобби для некоторых исследователей творчества Кормака Маккарти.
Холден демонстрирует знания в области палеонтологии, археологии, лингвистики, права, черчения, геологии, химии, престидижитации и философии.
На фоне своей общей хладнокровности и жестокости, подразумевается что Холден является педофилом. В какой-то момент в романе его и 12-летнюю девочку замечают обнажёнными в его комнате.
Его описывают как человека ростом почти 7 футов 0 дюймов (2,13 м) и совершенно безволосым, включая брови и ресницы. Он крупный, невероятно сильный, превосходный музыкант и танцор, прекрасный чертёжник, исключительно красноречивый и убедительный на нескольких языках, а также меткий стрелок. Его кожа настолько бледна, что почти не имеет пигментации. Эта странная внешность, а также его острые, чрезвычайно быстрые рефлексы, сила, ловкость, очевидная невосприимчивость к сну и старению и множество других способностей указывают на то, что он не совсем обычный человек. На последних страницах романа Маккарти более прямо называет судью сверхъестественным существом.

## Критика
В 2002 году журнал «Book» назвал Холдена 43-м величайшим персонажем художественной литературы с 1900 года. Он считается одним из величайших персонажей современной литературы, его сравнивают с «капитаном Ахавом из пустыни». Гарольд Блум охарактеризовал его как «самого чудовищного призрака во всей американской литературе». Холдена охарактеризовали как «самого навязчивого персонажа в американской литературе». В своём эссе «Ложь и правда Грейверса: „Кровавый меридиан“ как гностическая трагедия» профессор литературы Лео Догерти утверждал, что Холден из «Дороги» Маккарти является — или, по крайней мере, воплощает — гностического архонта (своего рода полубога).